# ベニー・ゴルソン
ベニー・ゴルソン（Benny Golson、1929年1月25日 - 2024年9月21日）は、アメリカのジャズ・サクソフォーン奏者ならびに作曲家・編曲家である。作曲した代表曲に「ファイヴ・スポット・アフター・ダーク」などがある。ハワード大学卒業。長命なジャズマンとしても知られた。
演奏家としてはハード・バップ・スタイルの演奏で知られるが、むしろ「作曲・編曲の才能」で評価され、クインシー・ジョーンズ、ラロ・シフリン、オリヴァー・ネルソンらと並んで、1950年代から1960年代にかけてのハード・バップ最盛期における代表的なジャズ編曲家の一人と目された。また作曲したナンバーの一部が、ジャズ・スタンダードとなっている。

## 経歴
ゴルソンは幼少時から楽器演奏を始め、のちにサックスに転向している。ペンシルベニア州フィラデルフィアの高校在籍中から本格的なジャズ演奏活動を開始し、ジョン・コルトレーン、レッド・ガーランド、ジミー・ヒース、パーシー・ヒース、フィリー・ジョー・ジョーンズ、レッド・ロドニーなど、後に有名になる多くのジャズ・ミュージシャンと交友を深めた。
ハワード大学を卒業したゴルソンは、ブル・ムース・ジャクソンの「リズム&ブルース・バンド」に参加し、このバンドに属していたピアニストのタッド・ダメロン（1917年 - 1965年）から薫陶を受けた。ダメロンは生前は過小評価されてはいたが、初期モダンジャズのビバップの分野において作曲家・編曲家としての重要な業績を残した人物である。 1953年以降、ゴルソンはダメロンのバンドで働いたほか、著名なヴィブラフォン奏者ライオネル・ハンプトンのビッグバンドや、デューク・エリントン楽団の名サックス奏者として知られるジョニー・ホッジスのバンドで演奏して経験を積んだ。リズム&ブルースの人気サックス奏者「アール・ボスティックのバンド」にも参加した時期がある。また一時は、トランペッターでビバップの創始者の一人であるディジー・ガレスピーのビッグバンドにも加わった。
ハンプトンやガレスピーのバンドでは作・編曲者としても活動し、ビッグバンド向けの編曲スタイルを身に付けている。この頃（1955年 - 1956年）に作曲した「ステイブルメイツ (Stable Mates)」、「ウィスパー・ノット (Whisper Not)」などのナンバーを発表した。哀調を帯びたバラード「ウィスパー・ノット」はリロイ・ジャクソンの歌詞（レナード・フェザー作詞説もあるが誤り）を得て、ジャズ・ボーカリストにも取り上げられた。またハンプトンのバンドでは、才能あるトランペッターであるクリフォード・ブラウンとも交友を深めたが、その後ブラウンは1956年にわずか25歳で自動車事故死した。優れた演奏者だったブラウンの死に、ゴルソンは深いショックを受けた。そこで彼はブラウンの追悼曲作曲を決意し、数週間をかけ「クリフォードの想い出 (I Remember Clifford)」を完成させた。このバラードは、1957年にリー・モーガンのブルーノート版アルバム『リー・モーガンVol.3』で世に出て以来広く演奏されるようになり、後にジョン・ヘンドリックスの歌詞によって歌曲化された。
1957年には初のリーダー・アルバム『ニューヨーク・シーン』をコンテンポラリー・レコードで録音。編曲センスを十分に発揮し、ノネット（9人編成）でビッグバンドばりに厚みのあるサウンドを構成した。翌1958年、ドラマーのアート・ブレイキーが率いるバンド「ジャズ・メッセンジャーズ」に参加、ここでもサックス演奏以上に作曲家・編曲家としての才能を示し、短い在籍期間にジャズ・メッセンジャーズの演奏スタイルに影響を与えた。また、同バンドのピアニストであるボビー・ティモンズ（メッセンジャーズの有名曲「モーニン」の作曲者として知られる）と共に、ジャズ・メッセンジャーズのレパートリーとなる曲を多く作曲した。また1959年にはカーティス・フラーに、ソウル・ジャズの有名曲「ファイヴ・スポット・アフター・ダーク」を提供した。この時期に「アロング・ケイム・ベティ」「キラー・ジョー」なども作曲している。
ゴルソンは、ジャズ・メッセンジャーズ脱退後の1959年から、トランペッター、アート・ファーマーとの双頭バンド「ジャズテット (Jazztet)」を組み、入念な編曲を伴うハード・バップ演奏を行った。1962年のジャズテット解散後しばらくしてゴルソンはジャズの第一線から退き、主にスタジオ・ミュージシャン及びオーケストレーションの分野で働いた。1960年代から1970年代にかけては『鬼警部アイアンサイド』『M*A*S*H』などのテレビ番組用音楽の仕事に当たっていた。
1970年代中期に、ゴルソンはジャズ界に復帰して活動を再開、1983年には「ジャズテット」の再結成も行っている。以後は定期的にアルバムを発表し、2005年時点でも音楽活動を続けている。1995年には「ナショナル・エンデューメント・フォー・ジ・アーツ」のジャズ・マスター・アウォードを受賞した。 
ゴルソンは2004年のスティーヴン・スピルバーグ監督の映画『ターミナル』に、本人役でカメオ出演し、出番は少ないとはいえマクガフィン的な役割を担った。
2024年9月21日、マンハッタンの自宅で死去。95歳没。

## ディスコグラフィ

### リーダー・アルバム
- 『ニューヨーク・シーン』 - Benny Golson's New York Scene (1957年、Contemporary)
- 『ザ・モダン・タッチ』 - The Modern Touch (1957年、Riverside)
- 『ジ・アザー・サイド・オブ・ベニー・ゴルソン』 - The Other Side of Benny Golson (1958年、Riverside)
- 『ベニー・ゴルソン・アンド・ザ・フィラデルフィアンズ』 - Benny Golson and the Philadelphians (1958年、United Artists)
- 『ゴーン・ウィズ・ゴルソン』 - Gone with Golson (1959年、New Jazz)
- 『グルーヴィン・ウィズ・ゴルソン』 - Groovin' with Golson (1959年、New Jazz)
- 『ウインチェスター・スペシャル』 - Winchester Special (1959年、New Jazz) ※with レム・ウインチェスター
- 『ゲティン・ウィズ・イット』 - Gettin' with It (1959年、New Jazz)
- 『テイク・ア・ナンバー・フロム 1 トゥ 10』 - Take a Number from 1 to 10 (1961年、Argo)
- 『マジック・ステレオ』 - Pop + Jazz = Swing (1962年、Audio Fidelity)
- 『ターニング・ポイント』 - Turning Point (1962年、Mercury) ※with ウィントン・ケリー・トリオ
- 『フリー』 - Free (1963年、Argo) ※1962年録音
- 『ローランド・カーク・カルテット Meets ザ・ベニー・ゴルソン・オーケストラ』 - The Roland Kirk Quartet Meets the Benny Golson Orchestra (1964年、Mercury) ※with ローランド・カーク
- Stockholm Sojourn (1964年、Prestige)
- Tune In, Turn On (1967年、Verve)
- Killer Joe (1977年、Columbia)
- 『カリフォルニア・メッセージ』 - California Message (1981年、Baystate) ※with カーティス・フラー
- 『ワン・モア・メモリー』 - One More Mem'ry (1982年、Baystate) ※with カーティス・フラー
- 『タイム・スピークス』 - Time Speaks (1983年、Baystate) ※with フレディ・ハバード、ウディ・ショウ
- 『ディス・イズ・フォー・ユー、ジョン』 - This Is for You, John (1984年、Baystate)
- 『スターダスト』 - Stardust (1987年、Denon) ※with フレディ・ハバード
- 『郷愁のブランデンブルグ』 - Brandenburg Concertos (1989年、Alfa Jazz) ※with ニューヨーク・オーケストラ・フィーチャリング・アート・ファーマー
- 『アップ・ジャンプド・スプリング』 - Benny Golson Quartet (1990年、LRC Ltd.)
- Benny Golson Quartet Live (1991年、Dreyfus) ※1989年録音
- 『ブルース・マーチ』 - Domingo (1992年、Dreyfus)
- 『アイ・リメンバー・マイルス』 - I Remember Miles (1993年、Alfa Jazz)
- 『ザッツ・ファンキー』 - That's Funky (1995年、Meldac Jazz)
- Tenor Legacy (1996年、Arkadia Jazz)
- Up Jumped Benny (1997年、Arkadia Jazz)
- 『クリフォードの思い出』 - Remembering Clifford (1998年、Milestone)
- 『リジェンド・オブ・ジャズ・クラブ』 - Legend Of Jazz Club (1999年、M&I Jazz) ※with カーティス・フラー
- 『ONE DAY FOREVER』 - One Day, Forever (2001年、Arkadia Jazz) ※with 山岡未樹、1996年-2000年録音
- 『ターミナル』 - Terminal 1 (2004年、Concord)
- 『フレディ・ハバード～ベニー・ゴルソン』 - Freddie Hubbard - Benny Golson (2008年、Groove Merchant) ※with フレディ・ハバード
- 『ニュー・ジャズテット』 - New Time, New 'Tet (2009年、Concord)
- 『永遠のブラウニー』 - Brown Immortal (2009年、Videoarts) ※1997年録音
- Horizon Ahead (2016年、HighNote)